# Tỉnh ủy Hòa Bình
Tỉnh ủy Hòa Bình hay còn được gọi Ban chấp hành Đảng bộ tỉnh Hòa Bình, hay Đảng ủy tỉnh Hòa Bình. Là cơ quan lãnh đạo cao nhất của Đảng bộ tỉnh Hòa Bình giữa hai kỳ đại hội đại biểu Đảng bộ tỉnh, do Đại hội Đại biểu Đảng bộ tỉnh bầu.
Tỉnh ủy Hòa Bình có chức năng thi hành nghị quyết, quyết định của Đại hội Đảng bộ tỉnh Hòa Bình và Ban Chấp hành Trung ương Đảng. Đứng đầu Tỉnh ủy là Bí thư Tỉnh ủy và thường là ủy viên Ban chấp hành Trung ương Đảng.

## Cơ cấu tổ chức
- Ban Thường vụ
- Cơ quan tham mưu, giúp việc
  - Văn phòng Tỉnh ủy
  - Ủy ban Kiểm tra Tỉnh ủy
  - Ban Tổ chức Tỉnh ủy
  - Ban Tuyên giáo và Dân vận Tỉnh ủy
  - Báo Hòa Bình
  - Trường Chính trị tỉnh
  - Ban Nội chính Tỉnh ủy
- Cơ quan trực thuộc
  - Ban chấp hành Đảng bộ các cơ quan Đảng tỉnh
  - Ban chấp hành Đảng bộ UBND tỉnh
  - Ban chấp hành Đảng bộ Quân sự tỉnh
  - Ban chấp hành Đảng bộ Công an tỉnh
  - Ban Chấp hành Đảng bộ thành phố Hòa Bình
  - Ban Chấp hành Đảng bộ huyện Lương Sơn
  - Ban Chấp hành Đảng bộ huyện Cao Phong
  - Ban Chấp hành Đảng bộ huyện Đà Bắc
  - Ban Chấp hành Đảng bộ huyện Kim Bôi
  - Ban Chấp hành Đảng bộ huyện Kỳ Sơn
  - Ban Chấp hành Đảng bộ huyện Lạc Sơn
  - Ban Chấp hành Đảng bộ huyện Lạc Thủy
  - Ban Chấp hành Đảng bộ huyện Mai Châu
  - Ban Chấp hành Đảng bộ huyện Tân Lạc
  - Ban Chấp hành Đảng bộ huyện Yên Thủy

## Bí thư Tỉnh ủy
Bí thư Tỉnh ủy là người đứng đầu Đảng bộ tỉnh. Hòa Bình dơn vị hành chính cấp tỉnh nên các bí thư tỉnh ủy thường là Ủy viên Trung ương Đảng.

### Giai đoạn 1945-1948
| Họ và tên | Chức vụ                              | Nhiệm kỳ         | Phó Bí thư  | Ghi chú |
| --------- | ------------------------------------ | ---------------- | ----------- | ------- |
| Vũ Thơ    | Bí thư Ban Cán sự Đảng tỉnh Hòa Bình | 1/1945 - 3/1945  |             |         |
| Phan Lang | Bí thư Ban Cán sự Đảng tỉnh Hòa Bình | 4/1945 - 6/1946  |             |         |
| Phan Lang | Bí thư Tỉnh ủy lâm thời Hòa Bình     | 6/1946 - 11/1946 |             |         |
| Vũ Thơ    | Bí thư Tỉnh ủy Hòa Bình              | 12/1946 - 6/1947 |             |         |
| Lê Đông   | Bí thư Tỉnh ủy Hòa Bình              | 7/1947 - 11/1947 | Đào An Thái |         |

### Giai đoạn 1948-1975
| # | Đại hội Đảng bộ | Bí thư      | Nhiệm kỳ        | Chức vụ                 | Phó Bí thư                   | Ghi chú |
| - | --------------- | ----------- | --------------- | ----------------------- | ---------------------------- | ------- |
| 1 | -               | Đào An Thái | 12/1947-5/1948  | Bí thư Tỉnh ủy Hòa Bình |                              |         |
| 1 | I               | Đào An Thái | 5/1948-12/1948  | Bí thư Tỉnh ủy Hòa Bình | Quách Hy (-9/1948)           |         |
| 2 | I               | Lê Đạm      | 1/1949-4/1951   | Bí thư Tỉnh ủy Hòa Bình | Tô Thiện (-6/1949)           |         |
| 2 | I               | Lê Đạm      | 1/1949-4/1951   | Bí thư Tỉnh ủy Hòa Bình | Nguyễn Đình Khanh (6/1949-)  |         |
| 2 | II              | Lê Đạm      | 4/1951-8/1952   | Bí thư Tỉnh ủy Hòa Bình | Nguyễn Đình Khanh (-10/1951) |         |
| 2 | II              | Lê Đạm      | 4/1951-8/1952   | Bí thư Tỉnh ủy Hòa Bình | Lê Thành Công (10/1951-)     |         |
| 3 | II              | Lê Hòa      | 9/1952-12/1955  | Bí thư Tỉnh ủy Hòa Bình | Lê Thành Công                |         |
| 4 | II              | Lê Đạm      | 1/1956-1/1959   | Bí thư Tỉnh ủy Hòa Bình | Nguyễn Văn Hậu               |         |
| 4 | III             | Lê Đạm      | 1/1959-1/1961   | Bí thư Tỉnh ủy Hòa Bình | Nguyễn Văn Hậu               |         |
| 4 | III             | Lê Đạm      | 1/1959-1/1961   | Bí thư Tỉnh ủy Hòa Bình | Bùi Văn Kín                  |         |
| 4 | IV              | Lê Đạm      | 1/1961-5/1963   | Bí thư Tỉnh ủy Hòa Bình | Bùi Văn Kín                  |         |
| 4 | IV              | Lê Đạm      | 1/1961-5/1963   | Bí thư Tỉnh ủy Hòa Bình | Nguyễn Văn Hậu               |         |
| 5 | IV              | Bùi Văn Kín | 5/1963-6/1963   | Bí thư Tỉnh ủy Hòa Bình | Nguyễn Văn Hậu               |         |
| 5 | V               | Bùi Văn Kín | 6/1963-3/1970   | Bí thư Tỉnh ủy Hòa Bình | Nguyễn Văn Hậu               |         |
| 5 | V               | Bùi Văn Kín | 6/1963-3/1970   | Bí thư Tỉnh ủy Hòa Bình | Vũ Kiên                      |         |
| 5 | V               | Bùi Văn Kín | 6/1963-3/1970   | Bí thư Tỉnh ủy Hòa Bình | Nguyễn Đức Dy (2/1970-)      |         |
| 5 | VI              | Bùi Văn Kín | 3/1970-11/1974  | Bí thư Tỉnh ủy Hòa Bình | Nguyễn Văn Hậu               |         |
| 5 | VI              | Bùi Văn Kín | 3/1970-11/1974  | Bí thư Tỉnh ủy Hòa Bình | Nguyễn Đức Dy                |         |
| 5 | VI              | Bùi Văn Kín | 3/1970-11/1974  | Bí thư Tỉnh ủy Hòa Bình | Vũ Kiên                      |         |
| 6 | VI              | Vũ Thơ      | 12/1974-12/1975 | Bí thư Tỉnh ủy Hòa Bình | Nguyễn Văn Hậu               |         |
| 6 | VI              | Vũ Thơ      | 12/1974-12/1975 | Bí thư Tỉnh ủy Hòa Bình | Nguyễn Đức Dy                |         |

### Giai đoạn 1976-1991
Tỉnh ủy Hòa Bình sáp nhập với Tỉnh ủy Hà Tây thành lập Tỉnh ủy Hà Sơn Bình.
| # | Đại hội Đảng bộ | Bí thư          | Nhiệm kỳ        | Chức vụ                             | Phó Bí thư                  | Ghi chú |
| - | --------------- | --------------- | --------------- | ----------------------------------- | --------------------------- | ------- |
| 1 | -               | Bùi Xuân Trường | 1/1970-3/1977   | Bí thư Tỉnh ủy lâm thời Hà Sơn Bình | Nguyễn Văn Hậu              |         |
| 1 | -               | Bùi Xuân Trường | 1/1970-3/1977   | Bí thư Tỉnh ủy lâm thời Hà Sơn Bình | Nguyễn Đức Dy (-10/1976)    |         |
| 1 | -               | Bùi Xuân Trường | 1/1970-3/1977   | Bí thư Tỉnh ủy lâm thời Hà Sơn Bình | Nguyễn Đình Khối (11/1976-) |         |
| 1 | -               | Bùi Xuân Trường | 1/1970-3/1977   | Bí thư Tỉnh ủy lâm thời Hà Sơn Bình | Nguyễn Hữu Thụ              |         |
| 1 | -               | Bùi Xuân Trường | 1/1970-3/1977   | Bí thư Tỉnh ủy lâm thời Hà Sơn Bình | Trần Hữu Trọng              |         |
| 2 | I               | Nguyễn Hữu Thụ  | 4/1977-10/1979  | Bí thư Tỉnh ủy Hà Sơn Bình          | Nguyễn Văn Hậu              |         |
| 2 | I               | Nguyễn Hữu Thụ  | 4/1977-10/1979  | Bí thư Tỉnh ủy Hà Sơn Bình          | Nguyễn Minh Đức             |         |
| 2 | I               | Nguyễn Hữu Thụ  | 4/1977-10/1979  | Bí thư Tỉnh ủy Hà Sơn Bình          | Nguyễn Đình Khối (-10/1977) |         |
| 2 | II              | Nguyễn Hữu Thụ  | 10/1979-12/1982 | Bí thư Tỉnh ủy Hà Sơn Bình          | Nguyễn Minh Đức             |         |
| 2 | II              | Nguyễn Hữu Thụ  | 10/1979-12/1982 | Bí thư Tỉnh ủy Hà Sơn Bình          | Nguyễn Trọng Thơ            |         |
| 3 | III             | Nguyễn Đình Sở  | 1/1983-10/1986  | Bí thư Tỉnh ủy Hà Sơn Bình          | Nguyễn Trọng Thơ (-9/1986)  |         |
| 3 | III             | Nguyễn Đình Sở  | 1/1983-10/1986  | Bí thư Tỉnh ủy Hà Sơn Bình          | Lý Bá Lung                  |         |
| 3 | IV              | Nguyễn Đình Sở  | 10/1986-9/1991  | Bí thư Tỉnh ủy Hà Sơn Bình          | Trịnh Tiến Hòa              |         |
| 3 | IV              | Nguyễn Đình Sở  | 10/1986-9/1991  | Bí thư Tỉnh ủy Hà Sơn Bình          | Nguyễn Nhiêu Cốc            |         |

### Giai đoạn 1991-nay
Tỉnh ủy Hà Sơn Bình tách lại Tỉnh ủy Hòa Bình và Tỉnh ủy Hà Tây.
| # | Đại hội Đảng bộ | Bí thư           | Nhiệm kỳ        | Chức vụ                                                   | Phó Bí thư                       | Ghi chú                      |
| - | --------------- | ---------------- | --------------- | --------------------------------------------------------- | -------------------------------- | ---------------------------- |
| 1 | -               | Nguyễn Nhiêu Cốc | 10/1991-3/1992  | Ủy viên Trung ương Đảng Bí thư Tỉnh ủy lâm thời Hòa Bình  | Bạch Công Điệu                   |                              |
| 1 | -               | Nguyễn Nhiêu Cốc | 10/1991-3/1992  | Ủy viên Trung ương Đảng Bí thư Tỉnh ủy lâm thời Hòa Bình  | Nguyễn Văn Cửu                   |                              |
| 1 | XI              | Nguyễn Nhiêu Cốc | 3/1992-4/1996   | Ủy viên Trung ương Đảng Bí thư Tỉnh ủy Hòa Bình           | Bạch Công Điệu                   |                              |
| 1 | XI              | Nguyễn Nhiêu Cốc | 3/1992-4/1996   | Ủy viên Trung ương Đảng Bí thư Tỉnh ủy Hòa Bình           | Nguyễn Văn Cửu                   |                              |
| 2 | XII             | Hoàng Văn Hon    | 5/1996-12/2000  | Ủy viên Trung ương Đảng Bí thư Tỉnh ủy Hòa Bình           | Vương Xuân Sơn                   |                              |
| 2 | XII             | Hoàng Văn Hon    | 5/1996-12/2000  | Ủy viên Trung ương Đảng Bí thư Tỉnh ủy Hòa Bình           | Bạch Công Điệu[T]                | Phó bí thư Tỉnh ủy từ 9/1997 |
| 2 | XIII            | Hoàng Văn Hon    | 1/2001-12/2005  | Ủy viên Trung ương Đảng Bí thư Tỉnh ủy Hòa Bình           | Hà Công Dộng (-12/2004)          |                              |
| 2 | XIII            | Hoàng Văn Hon    | 1/2001-12/2005  | Ủy viên Trung ương Đảng Bí thư Tỉnh ủy Hòa Bình           | Trần Lưu Hải (3/2003-)           |                              |
| 2 | XIII            | Hoàng Văn Hon    | 1/2001-12/2005  | Ủy viên Trung ương Đảng Bí thư Tỉnh ủy Hòa Bình           | Bạch Công Điệu[T] (-2/2001)      |                              |
| 2 | XIII            | Hoàng Văn Hon    | 1/2001-12/2005  | Ủy viên Trung ương Đảng Bí thư Tỉnh ủy Hòa Bình           | Bùi Thanh Thu[T] (2/2001-2/2003) |                              |
| 2 | XIII            | Hoàng Văn Hon    | 1/2001-12/2005  | Ủy viên Trung ương Đảng Bí thư Tỉnh ủy Hòa Bình           | Bùi Ngọc Lâm[T] (1/2005-)        |                              |
| 6 | XIV             | Trần Lưu Hải     | 12/2005-9/2007  | Ủy viên Trung ương Đảng Bí thư Tỉnh ủy Hòa Bình           | Bùi Văn Tỉnh                     |                              |
| 6 | XIV             | Trần Lưu Hải     | 12/2005-9/2007  | Ủy viên Trung ương Đảng Bí thư Tỉnh ủy Hòa Bình           | Hoàng Việt Cường                 |                              |
| 7 | XIV             | Hoàng Việt Cường | 9/2007-10/2010  | Bí thư Tỉnh ủy Hòa Bình                                   | Bùi Văn Tỉnh                     |                              |
| 7 | XIV             | Hoàng Việt Cường | 9/2007-10/2010  | Bí thư Tỉnh ủy Hòa Bình                                   | Nguyễn Hữu Duyệt (11/2007-)      |                              |
| 7 | XIV             | Hoàng Việt Cường | 9/2007-10/2010  | Bí thư Tỉnh ủy Hòa Bình                                   | Doãn Mậu Diệp (8/2008-)          |                              |
| 7 | XV              | Hoàng Việt Cường | 10/2010-12/2013 | Bí thư Tỉnh ủy Hòa Bình                                   | Bùi Văn Tỉnh                     |                              |
| 7 | XV              | Hoàng Việt Cường | 10/2010-12/2013 | Bí thư Tỉnh ủy Hòa Bình                                   | Nguyễn Văn Quang                 |                              |
| 8 | XV              | Bùi Văn Tỉnh     | 12/2013-9/2015  | Bí thư Tỉnh ủy Hòa Bình                                   | Nguyễn Văn Quang                 |                              |
| 8 | XV              | Bùi Văn Tỉnh     | 12/2013-9/2015  | Bí thư Tỉnh ủy Hòa Bình                                   | Trần Đăng Ninh                   | từ 06/2014                   |
| 8 | XVI             | Bùi Văn Tỉnh     | 9/2015-10/2020  | Bí thư Tỉnh ủy Hòa Bình                                   | Nguyễn Văn Quang                 | đến 07/2019                  |
| 8 | XVI             | Bùi Văn Tỉnh     | 9/2015-10/2020  | Bí thư Tỉnh ủy Hòa Bình                                   | Trần Đăng Ninh                   |                              |
| 8 | XVI             | Bùi Văn Tỉnh     | 9/2015-10/2020  | Bí thư Tỉnh ủy Hòa Bình                                   | Bùi Văn Khánh                    | từ 07/2019                   |
| 8 | XVI             | Bùi Văn Tỉnh     | 9/2015-10/2020  | Bí thư Tỉnh ủy Hòa Bình                                   | Ngô Văn Tuấn                     | từ 07/2019                   |
| 9 | XVII            | Ngô Văn Tuấn     | 10/2020-07/2022 | Ủy viên Trung ương Đảng Bí thư Tỉnh ủy Hòa Bình           | Bùi Văn Khánh                    | đến 12/2024                  |
| 9 | XVII            | Nguyễn Phi Long  | 07/2022-nay     | Ủy viên dự khuyết Trung ương Đảng Bí thư Tỉnh ủy Hòa Bình | Bùi Đức Hinh                     |                              |
| 9 | XVII            | Nguyễn Phi Long  | 07/2022-nay     | Ủy viên dự khuyết Trung ương Đảng Bí thư Tỉnh ủy Hòa Bình | Bùi Thị Minh                     | từ 02/2025                   |

T  Ủy viên Thường trực Tỉnh ủy, tương đương với Phó Bí thư Tỉnh ủy.

## Ban Thường vụ Tỉnh ủy khóa XVII (2020 - 2025)[1]
| #  | Họ và tên               | Chức vụ                                            | Ghi chú             |
| -- | ----------------------- | -------------------------------------------------- | ------------------- |
| 1  | Nguyễn Phi Long         | Ủy viên dự khuyết Trung ương Đảng, Bí thư Tỉnh ủy  |                     |
| 2  | Bùi Đức Hinh            | Phó Bí thư Tỉnh ủy, Chủ tịch Ủy ban nhân dân tỉnh  |                     |
| 3  | Bùi Thị Minh            | Phó Bí thư thường trực Tỉnh ủy, Chủ tịch HĐND tỉnh |                     |
| 4  | Nguyễn Văn Toàn         | Phó Chủ tịch thường trực UBND tỉnh                 |                     |
| 5  | Nguyễn Tiến Sinh        | Chủ nhiệm Ủy ban Kiểm tra Tỉnh ủy                  |                     |
| 6  | Quách Thế Ngọc          | Trưởng ban Nội chính Tỉnh ủy                       |                     |
| 7  | Nguyễn Thị Cẩm Phương   | Phó Chủ tịch thường trực HĐND tỉnh                 |                     |
| 8  | Đại tá Đỗ Thanh Bình    | Giám đốc Công an tỉnh                              |                     |
| 9  | Đại tá Đinh Đình Trường | Chỉ huy trưởng Bộ Chỉ huy quân sự tỉnh             | Bầu bổ sung 1/2024  |
| 10 | Nguyễn Đức Dũng         | Bí thư Huyện ủy Lương Sơn                          | Bầu bổ sung 4/2023  |
| 11 | Nguyễn Văn Thắng        | Bí thư Thành ủy Hòa Bình                           | Bầu bổ sung 4/2023  |
| 12 | Võ Ngọc Kiên            | Trưởng ban Tuyên giáo và Dân vận Tỉnh ủy           | Bầu bổ sung 11/2023 |